# Bhávnagar
Bhávnagar (gudzsaráti: ભાવનગર, angolul: Bhavnagar) település India északnyugati részén, Gudzsarát államban, a Kathiawar-félszigeten. Lakossága mintegy 600 ezer fő volt 2011-ben.
A város 1724-ben volt alapítva és kb. két évszázada kereskedelmi kikötő.
Az innen 55 km-re délnyugatra fekvő Pálítáná jelentős dzsaina zarándokhely.

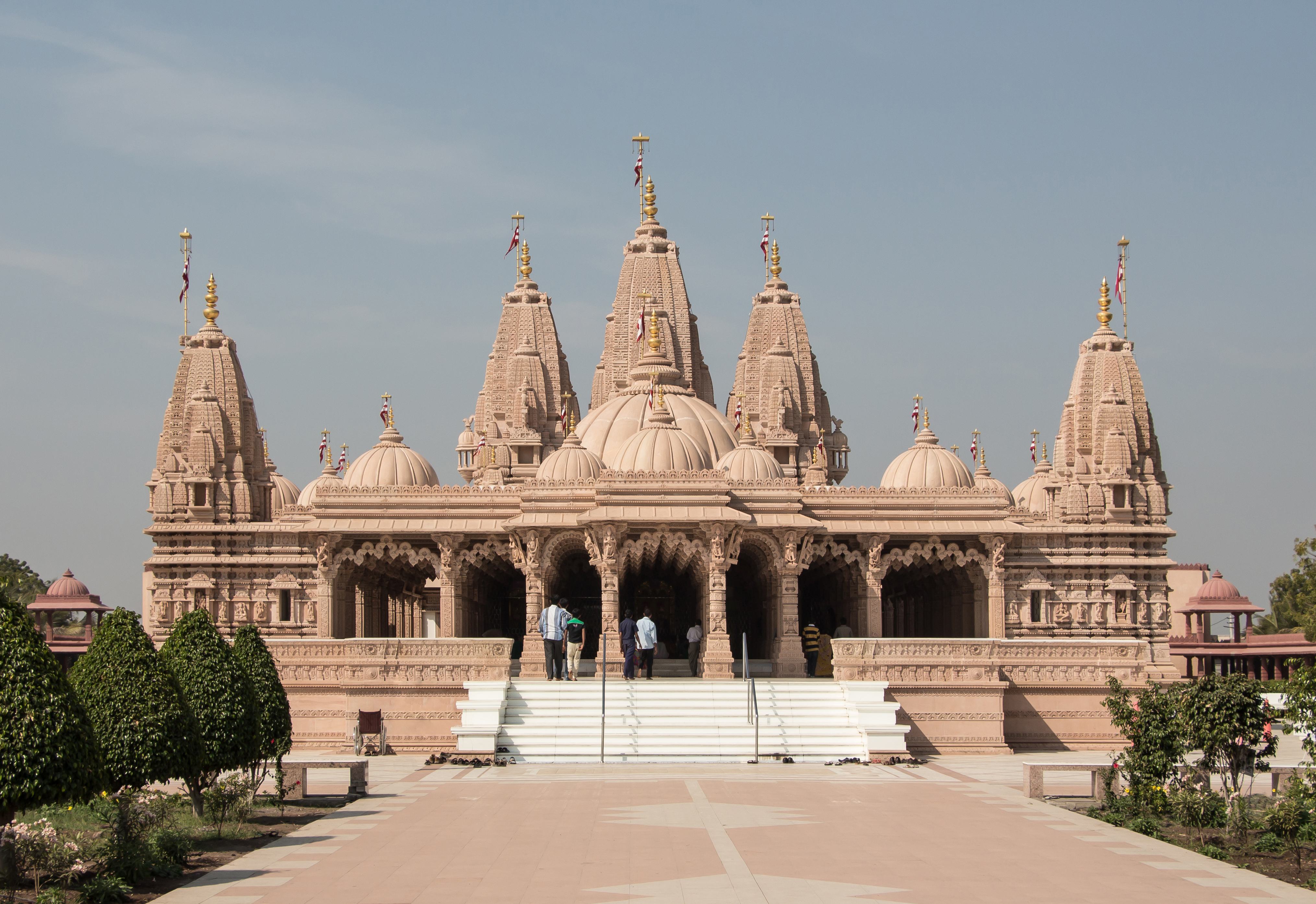
Sri Swaminarayan Mandir (templom)

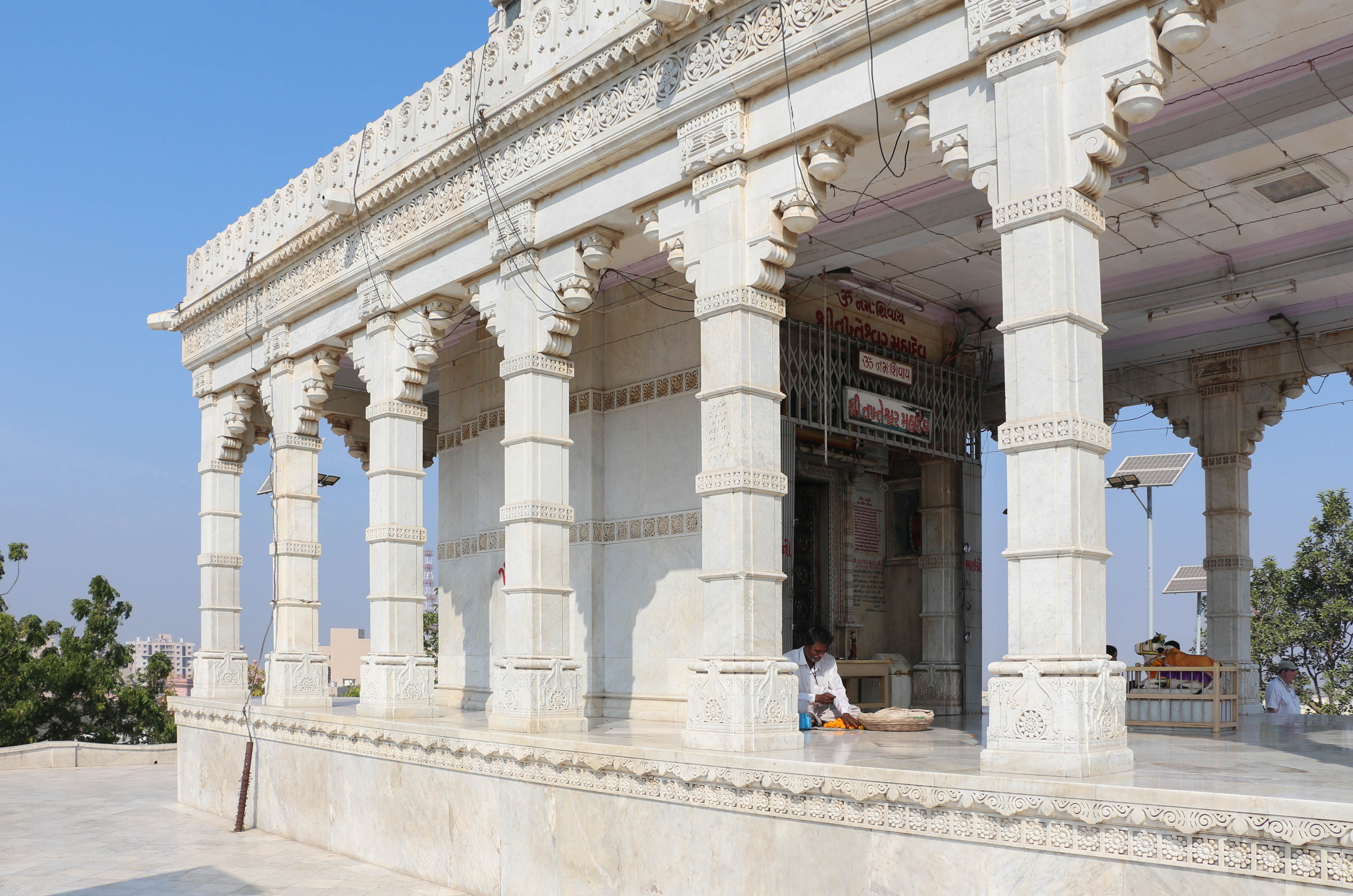
Takhteshwar-templom

## Fordítás
- Ez a szócikk részben vagy egészben  a   Bhavnagar című angol Wikipédia-szócikk fordításán alapul.  Az eredeti cikk szerkesztőit annak laptörténete sorolja fel. Ez a jelzés csupán a megfogalmazás eredetét és a szerzői jogokat jelzi, nem szolgál a cikkben szereplő információk forrásmegjelöléseként.